# Missy-lès-Pierrepont
Missy-lès-Pierrepont es una comuna francesa situada en el departamento de Aisne, de la región de Alta Francia.

## Geografía
Está ubicada a 12 km al noreste de Laon.

## Demografía
| 161 | 161 | 120 | 116 | 89 | 95 | 101 | 111 |
| Para los censos de 1962 a 1999 la población legal corresponde a la población sin duplicidades (Fuente: INSEE [Consultar]) |     |     |     |    |    |     |     |